# Estación de Can Zam
La estación de Can Zam (en español Can Sam) es la estación terminal de la línea 9 del metro de Barcelona, por el lado Besòs. En esta estación se sitúa el Centro de Operaciones del cuarto tramo de la L9/L10. La estación dispone de un solo acceso que se efectúa por la calle Gerona con la av. de Francesc Macià, en el municipio de Santa Coloma de Gramanet. Se inauguró el 13 de diciembre de 2009 y está construida entre pantallas.
| << cabecera            | < estación | línea | estación >                   | cabecera >>                  |
| ---------------------- | ---------- | ----- | ---------------------------- | ---------------------------- |
| Metro                  |            |       |                              |                              |
| La Sagrera Aeroport T1 | Singuerlín |       | terminal Cocheras de Can Zam | terminal Cocheras de Can Zam |